# 1034
| [ Edytuj tabelę ]              |                                                                   |
| Książę Polski                  | - 1032 Mieszko II Lambert 1034 - 1034 Kazimierz I Odnowiciel 1058 |
| Król Angkoru                   | - 1010 Surjawarman I 1048                                         |
| Król Anglii                    | - 1014 Knut Wielki 1035                                           |
| Hrabia Aragonii i król Nawarry | - 1000 Sancho III Wielki 1035                                     |
| Hrabia Barcelony               | - 1017 Berengar Rajmund I 1035                                    |
| Książę Bawarii                 | - 1026 Henryk VI 1041                                             |
| Książę Burgundii               | - 1032 Robert I 1076                                              |
| Cesarz Bizancjum               | - 1028 Roman III Argyros 1034 - 1034 Michał IV Paflagończyk 1041  |
| Cesarz Chin                    | - 1022 Song Renzong 1063                                          |
| Książę Czech                   | - 1033 Jaromir 1034 - 1034 Oldrzych 1034                          |
| Król Danii                     | - 1018 Knut Wielki 1035                                           |
| Władca Egiptu                  | - 1021 Az-Zahir 1036                                              |
| Król Francji                   | - 1031 Henryk I 1060                                              |
| Król Gruzji                    | - 1027 Bagrat IV 1072                                             |
| Hrabia Holandii                | - 993 Dirk III 1039                                               |
| Cesarz Japonii                 | - 1016 Go-Ichijō 1036                                             |
| Kalif                          | - 1031 Al-Ka’im 1075                                              |
| Hrabia Kastylii                | - 1029 Sancho III 1035                                            |
| Król Kastylii                  | - 1000 Sancho III 1035                                            |
| Wielki książę Kijowa           | - 1019 Jarosław Mądry 1054                                        |
| Patriarcha Konstantynopola     | - 1025 Aleksy I Studyta 1043                                      |
| Władca Korei                   | - 1031 Tŏkjong 1034 - 1034 Chŏngjong 1046                         |
| Król Leónu                     | - 1028 Bermudo III 1037                                           |
| Król Norwegii                  | - 1028 Knut Wielki 1035 - 1030 Swen Knutsson 1035                 |
| Książę Obodrzyców              | - 1029 Racibor 1043                                               |
| Hrabia Palatynatu              | - 994 Ezzon 1034 - 1034 Otto I ze Szwabii 1045                    |
| Papież                         | - 1032 Benedykt IX 1045                                           |
| Hrabia Portugalii              | - 1028 Mendo III 1050                                             |
| Cesarz rzymski (niemiecki)     | - 1027 Konrad II 1039                                             |
| Książę Saksonii                | - 1011 Bernard II 1059                                            |
| Król Szkocji                   | - 1005 Malcolm II 1034 - 1034 Duncan I 1040                       |
| Król Szwecji                   | - 1022 Anund Jakub 1050                                           |
| Doża Wenecji                   | - 1032 Domenico Flabanico 1043                                    |
| Król Węgier                    | - 1000 Stefan I Święty 1038                                       |

Rok 1034 / MXXXIV
stulecia: X wiek ~
XI wiek ~
XII wiek

lata: 1024 «
1029 «
1030 «
1031 «
1032 «
1033 «
1034
» 1035
» 1036
» 1037
» 1038
» 1039
» 1044

## Wydarzenia w Polsce
- Próba objęcia rządów przez Kazimierza I Odnowiciela po śmierci Mieszka II – początek okresu chaosu i walk wewnętrznych w Polsce.
- Początek buntu wywołany przez tzw. reakcję pogańską, który rozszerzył się na cały kraj i objął także wrogo nastawione do nowej religii chłopstwo. Okres ten uznaje się za początek nawrotu do  pogaństwa.

## Wydarzenia na świecie
- 11 kwietnia – cesarzowa bizantyjska Zoe wyszła za mąż za Michała IV Paflagończyka.
- Burgundia przeszła pod panowanie niemieckie.
- Brzetysław I księciem czeskim.

## Zmarli
- 11 kwietnia – Roman III Argyros, cesarz bizantyjski (ur. 968)
- 10 maja lub 11 maja – Mieszko II Lambert, król Polski (ur. 990)
- 21 maja – Ezzon, hrabia palatyn Lotaryngii, ojciec Rychezy Lotaryńskiej, królowej Polski (ur. 955)
- 9 listopada – Oldrzych, książę Czech (ur. ok. 975)
- data dzienna nieznana: 
  - Bảo Tính – wietnamski mistrz thiền ze szkoły vô ngôn thông (ur. ?)
  - Minh Tâm – wietnamski mistrz thiền ze szkoły vô ngôn thông (ur. ?)